# 飛虎將軍廟
23°02′26″N 120°11′25″E / 23.04059800°N 120.19028710°E

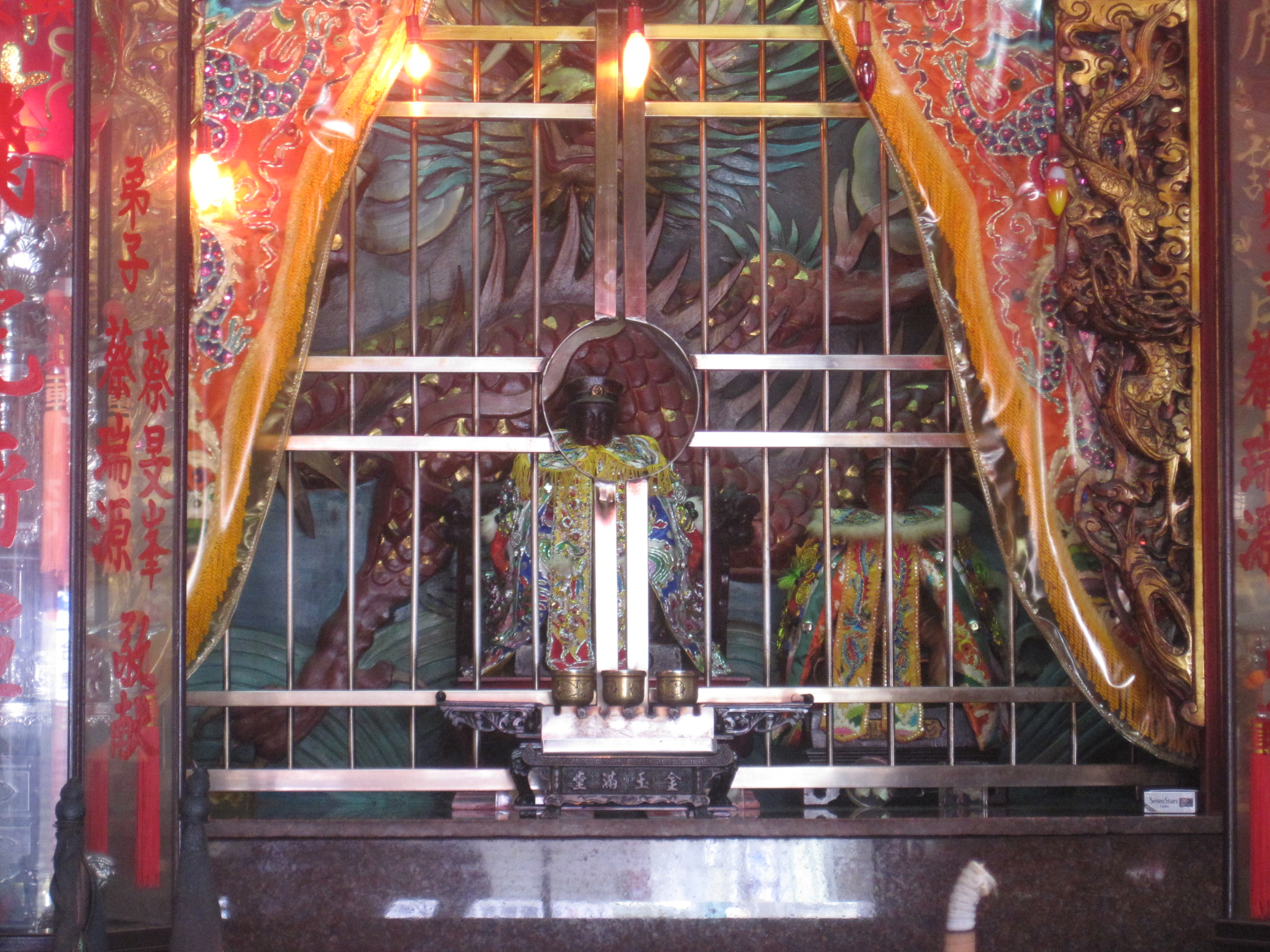
正殿神龕一景，內奉祀飛虎將軍(杉浦茂峰)

飛虎將軍廟，全名鎮安堂飛虎將軍廟，位於臺灣臺南市安南區海尾寮的民間信仰寺廟，主祀舊日本海軍飛行員杉浦茂峰少尉，是少見供奉日本軍人為神明的寺廟。該廟除提供民眾日常民間信仰外，亦擔任台日交流的橋樑，杉浦氏出身的水戶市以及設籍的那珂市兩地地方人士都曾出訪台南進行交流，臺南市也因此與那珂市締結友誼市，並規劃新設「那珂街」。
除了本地居民會前往參拜之外，每年有自日本參拜團前來祭祀。原日本皇族伏見博明、前華族六條有康也先後來台參訪。每年杉浦茂峰忌日，他姊姊都會來台祭拜，直到過世為止。聖誕時，附近的安慶國小師生也會表演話劇。

## 歷史

### 生平
杉浦茂峰（日语： Sugiura Shigemine，1923年11月9日 - 1944年10月12日），出身茨城縣水戶市，設籍茨城縣那珂市（杉浦氏母親的故鄉），時任日本海軍兵曹長，1944年台灣空戰，當時駐紮台灣的杉浦氏，於當年10月12日上午駕駛零戰32型(A6M3)迎戰美軍。兩軍於台南海尾寮庄對戰，杉浦氏的戰機尾翼被擊中，他為避免墜落造成村落人民受到重大傷害，沒有立即跳機求生，往外圍空曠的東邊魚塭、農地而去。杉浦氏雖然跳傘逃生，但被美軍戰機擊破降落傘，當場由高空墜落陣亡，逝於鎮安堂廟地一帶，得年二十一歲。經過日本第201海軍航空隊分隊長森山敏雄上尉協助，得知該飛行員為其隊員杉浦茂峰，戰歿後追贈少尉。

### 靈異
二次大戰結束數年後，此地繪聲繪影有靈異事件，傳說有位白帽白衣之人流連在養殖場附近，徘徊不去。海尾人村民請示海尾朝皇宮保生大帝，知是陣亡之杉浦茂峰顯靈，要求安居此地，民眾感激杉浦茂峰犧牲自己，保全鄉民的義舉，於是在1971年建祠祭祀，朝皇宮保生大帝將杉浦氏納為徒弟，賜封為「飛虎將軍」（「飛虎」意即戰機、「將軍」為其尊稱），並於1993年改建為飛虎将軍廟。

## 特色
建廟後，有不少台、日民眾前往參拜，飛虎將軍遂成為此地守護神之一。每天早上廟祝會點燃七支香菸供奉，並播送日本國歌《君之代》、日本海軍軍歌《海征》。

### 日本式神轎
海尾朝皇宮在舉行祈安清醮等祭典之際，附近許多神像也會參醮，此時神像會送上神轎移動，但飛虎將軍廟當時並沒有這樣的神轎。根據該廟管理委員會的說法，在「請示」杉浦氏的意思後得知，希望能有純日式的神轎，但因不易取得而延宕許久。日籍作者及演講家中村文昭得悉後出面募集志工，於2015年3月10日舉行神轎贈與儀式，該神轎特別之處為頂部置有金色的零式新型戰鬥機。神轎初次登場是在同年的4月30日，神像乘著贈自日本的神轎向朝皇宮行進，也有約200名的日本人趕赴當地參加祭典。及後於2018年又發起袢纏（羽織的一種）贈送募資，並於同年舉行4月27日贈送儀式。

### 返日交流
2016年9月21日，飛虎將軍的神像在26名信眾陪同下進行為期一週的日本之行，回到杉浦氏茨城縣水戶市的故鄉，並參與茨城縣護國神社舉辦慰靈儀式，此行也代轉時任台南市長賴清德邀請水戶市長高橋靖及市民前來台南參訪，推動兩國文化交流。此前，杉浦氏曾在2016年向一名來自日本的參拜者「託夢」表達期望回鄉之情。

## 供奉神祇
廟內供奉了3座飛虎將軍神像，本尊設於中央；左右2座為分尊，主要用於信眾請求分靈或舉辦活動移動之用。

## 軼事
- 在臺灣大家樂、六合彩風靡之際，飛虎將軍廟因出「明牌」奇準而受到愛好者朝聖。之所以奇準，原因據說是主祀神「祂會飛」。[16]
- 飛虎將軍廟除了杉浦氏多次「託夢」外，也因所祭祀的杉浦氏為日本人發生不少有趣插曲。2015年，為解決燒金紙產生的飛灰、黑煙問題，海尾朝皇宮斥資新台幣100多萬元，先行在飛虎將軍廟設置環保金爐。廟方「觀手轎」恭請飛虎將軍降駕開爐，結果飛虎將軍「寫」日文，加上用詞遣字都是7、80年前的詞彙，廟方委員都看得一頭霧水，甚至連廟方請來的日文顧問也無法解讀。[17]

## 外部連結
- 飛虎将軍廟 日文官方網站 （页面存档备份，存于）（日語）
- 零戰之虎的榮耀－府城英雄杉浦茂峰 (上篇) （页面存档备份，存于）
- 「飛虎將軍」を祀る小廟―鎮安堂（日語）
- 水戶市網站上有關杉浦茂峰的介紹 （页面存档备份，存于）（日語）
- 那珂市網站上有關杉浦茂峰的介紹 （页面存档备份，存于）（日語）